# Chlorophyceae
Las Chlorophyceae son una de las clases de algas verdes, que se distinguen básicamente por su morfología ultraestructural. Por ejemplo la clorofícea «clado CW», y la clorofícea «clado DO», se definen por la disposición de sus flagelos.
Los miembros del clado CW tienen el flagelo desplazado en el sentido dextrógiro u horario —de su nombre en inglés clock wise, CW—, por ejemplo Chlamydomonadales. Los miembros del clado DO tienen los flagelos opuestos —direct opposite-, por ejemplo Sphaeropleales.

## Órdenes típicamente reconocidos
- Dunaliellales
- Volvocales como Volvox o Chlamydomonas
- Chlorococcales
- Oedogoniales como Oedogonium
- Sphaeropleales
- Chaetophorales
- Microsporales
- Tetrasporales como Tetraspora

En clasificaciones en desuso, el término Chlorophyceae se usaba para todas las algas verdes, excepto las carofíceas, y la división interna es considerablemente diferente.

## Órdenes de Chlorophyceae listadas
Según Hoek, Mann y Jahns son los siguientes:
- Volvocales
- Chlorococcales
- Chaetophoroales
- Oedogoniales

Ulvophyceae
- Codiolales
- Ulvales